# Smermisia holdridgi
Smermisia holdridgi is een spinnensoort in de taxonomische indeling van de hangmatspinnen (Linyphiidae).
Het dier behoort tot het geslacht Smermisia. De wetenschappelijke naam van de soort werd voor het eerst geldig gepubliceerd in 2007 door František Miller.